# アフトフラモス
アフトフラモス（英語: Avtoframos、ロシア語: Автофрамос）はロシアの自動車製造会社。フランスのルノーとモスクワ市政府が設立した合弁企業であり、モスクワに本社を置く。社名のアフトは自動車、フラモスはフランスとモスクワを意味する。2009年時点で、ルノーが94.1%の株式を、モスクワ銀行 (Bank of Moscow) が残りの5.9%をそれぞれ保有している。

## 製品

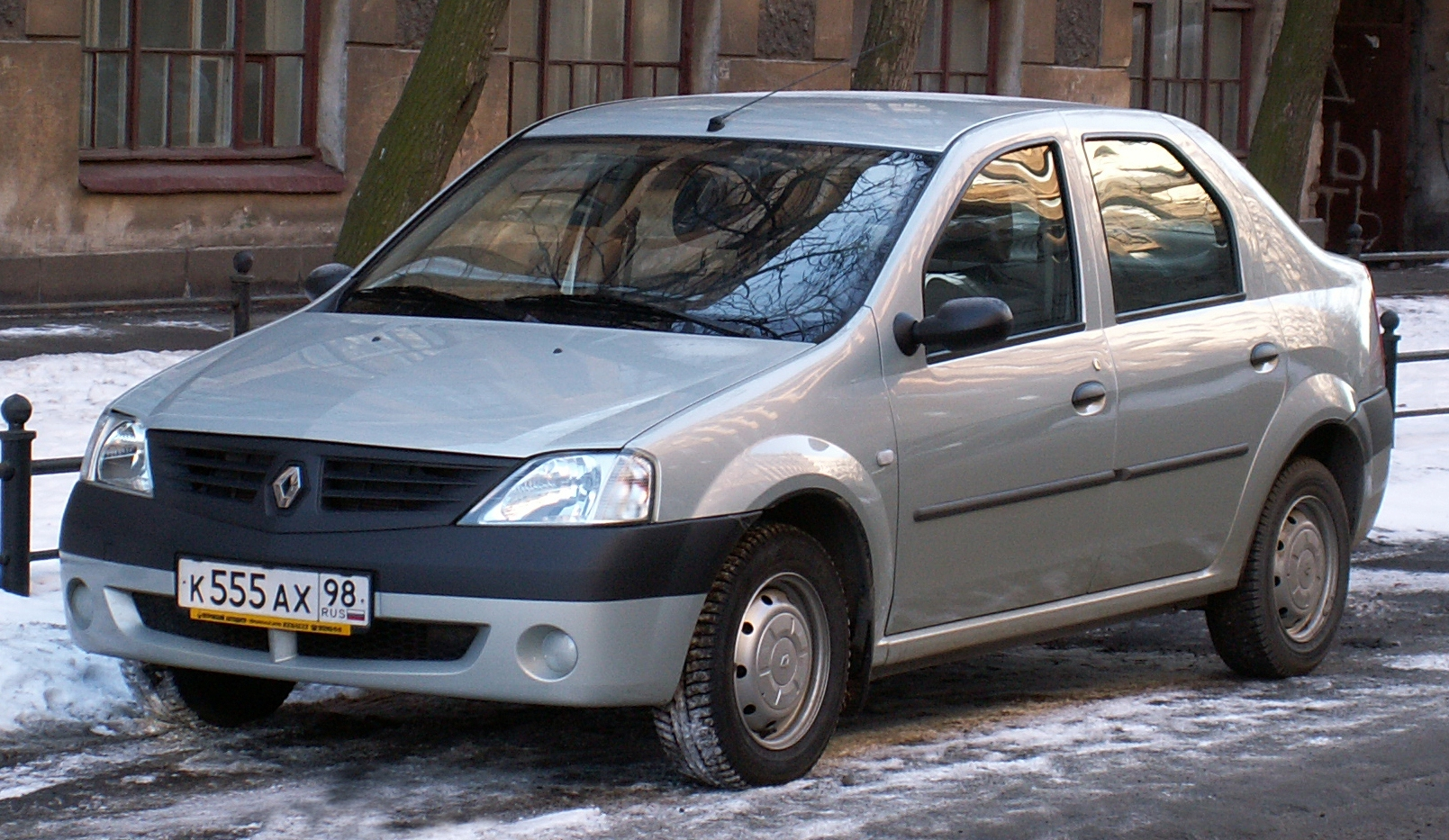
ルノー・ロガン

2002年末から2004年にかけてクリオⅡのセダンであるシンボルを製造していた。
2005年からはロガンを製造している。2007年の総生産は69,000台にのぼり、2008年には73,000台に増加した。
2009年には、サンデロハッチバックの製造を開始し、2011年にはダスターも加わることになっている。